# Membres de l'Ordre national du Québec, par ordre alphabétique Y
L'article contient une liste des membres de l'Ordre national du Québec. En 2011, il y a 810 personnes en tout qui font partie de cet ordre.
| \| Listes des membres de l'Ordre national du Québec \|            |
| A B C D E F G H I J K L M N O P Q R S T U V W X Y Z Non canadiens |
| Listes des membres de l'Ordre national du Québec                  |

| Nom          | Grade     | Année | Occupation                                              |
| Raymond Yong | Chevalier | 1995  | directeur du centre géotechnique de l'Université McGill |